# Sjamil
Imam Sjamil (avarisk: Шейх Шамил; tyrkisk: Şeyh Şamil; russisk: Имам Шамиль; arabisk: الشيخ شامل; også stavet Shamyl, Schamil, Schamyl og Shameel; født 26. juni 1797, død 4. februar 1871) var en avarisk politisk og religiøs leder af de muslimske stammer i det Nordlige Kaukasien. Han var en af lederne af den anti-russiske modstand i Kaukasuskrigene og var den tredje Imam i Kaukasiske Imamate (1834–1859).